# Helen Caldicott
Helen Caldicott (* 7. August 1938 in Melbourne als Helen Broïnowski) ist eine australische Ärztin, Buchautorin und bekannte Atomgegnerin und Friedensaktivistin.
Durch ihre Buchveröffentlichungen, Medienauftritte und die Gründung mehrerer Bündnisse gegen die Herstellung und Verbreitung von Kernwaffen erlangte Caldicott internationale Beachtung.

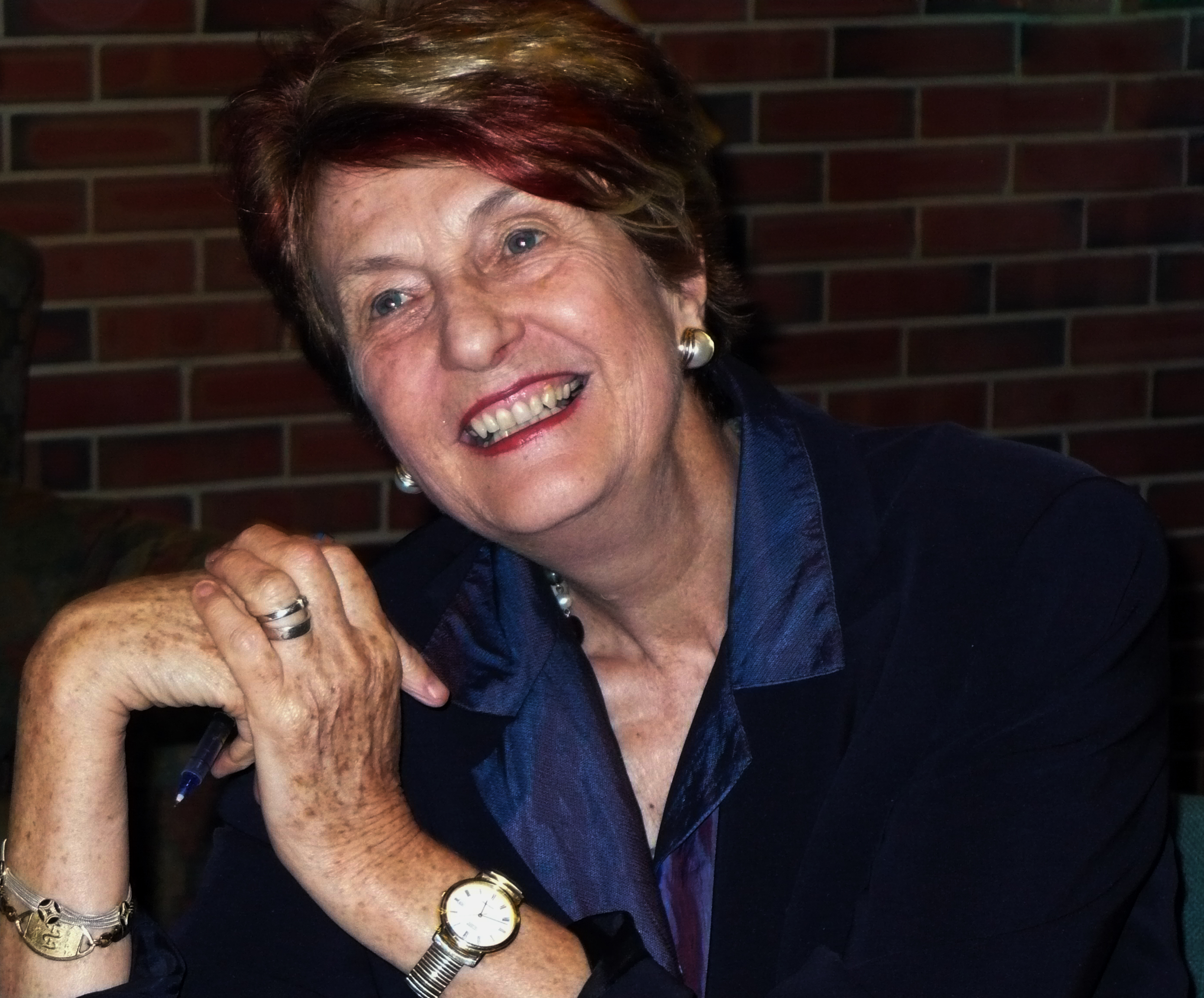
Helen Caldicott (2007)

## Leben

### Anfänge
Caldicott promovierte 1961 an der University of Adelaide Medical School. Nach ihrer Arbeit am Children’s Hospital Medical Center in Boston lehrte sie von 1977 bis 1978 Pädiatrie an der Harvard Medical School. Zur Zeit des Kalten Krieges und des internationalen Wettrüstens beendete Caldicott 1980 ihre Karriere und wandte sich seitdem ihrer Arbeit als Anti-Kernwaffen-Aktivistin zu.

### Aktivitäten
Schon 1971 war Caldicott Mitinitiatorin der australischen Proteste gegen französische Kernwaffentests im Pazifik. Sie war Mitbegründerin von Physicians for Social Responsibility, einer Vereinigung von über 20.000 Ärzten und Lehrstuhlinhabern mit dem Ziel, an ihren Universitäten über die Risiken der Nutzung von Kernenergie und Kernwaffen aufzuklären. Weiterhin war sie an der Gründung von International Physicians for the Prevention of Nuclear War beteiligt. 2001 gründete sie in Washington, D.C. das Nuclear Policy Research Institute mit dem Ziel, Öffentlichkeitsarbeit zu betreiben. Caldicott ist weltweit als Rednerin unterwegs und hat mehrere Bücher veröffentlicht. Besondere Aufmerksamkeit erregte ihr sechstes Buch, The New Nuclear Danger: George W. Bush’s Military-Industrial Complex, weil sie hier den Präsidenten George W. Bush scharf kritisiert. Großes Medieninteresse hatte auch ihre Briefkampagne 2003. Sie rief dazu auf, an Johannes Paul II. zu schreiben, damit dieser als lebender Schutzschild nach Bagdad reise.
Helen Caldicott war oft Gegenstand von Dokumentationen. Der Dokumentarfilm If You Love This Planet mit und über sie gewann einen Oscar, wurde von der US-Regierung aber als politischer Propagandafilm abgelehnt. Caldicott erhielt zahlreiche Auszeichnungen und Ehrungen. So erhielt sie 1979 den Thomas Merton Award für Frieden und soziale Gerechtigkeit und 1983 den Pacem in Terris-Friedenspreis.

## Schriften
- Wir müssen Verantwortung übernehmen. Eine Kinderärztin berichtet über Radioaktivität. Verlag Ernährung und Gesundheit, München 1986, ISBN 3-927676-08-X.
- If You Love This Planet. A Plan to Heal the Earth. W. W. Norton, New York 1992, ISBN 0-393-33302-7.
- A Desperate Passion. An Autobiography. W. W. Norton, New York/London 1996, ISBN 0-393-03947-1.
- The New Nuclear Danger. George Bush’s Military-Industrial Complex. New Press, New York 2002, ISBN 1-56584-740-7.
  - Atomgefahr USA. Die nukleare Aufrüstung der Supermacht. Diederichs Verlag, München 2003, ISBN 3-7205-2385-3.
- Nuclear Power Is Not the Answer to Global Warming or Anything Else. The New Press, New York/London 2006, ISBN 1-59558-067-0.
- (als Hrsg.): Crisis without end. The medical and ecological consequences of the Fukushima nuclear catastrophe. The New Press, New York/London 2014, ISBN 978-1-59558-960-6.